# Groupe parapluie
Le Groupe parapluie est une coalition de pays développés qui ne font pas partie de l'Union européenne, qui s’est formé après l’adoption du Protocole de Kyoto. Le groupe comprend le Canada, l'Australie, le Japon, l'Islande, la Nouvelle-Zélande, la Norvège, l'Ukraine et les États-Unis. Ce groupe vise à discuter de la façon d'aligner la position de ses membres en ce qui a trait aux changements climatiques. Des discussions de ce groupe ont eu lieu lors de la Conférence des Nations unies sur les changements climatiques tenu à Bali, en Indonésie, du 3 au 15 décembre 2007.